# Geay (Deux-Sèvres)
Geay è un comune francese di 351 abitanti situato nel dipartimento delle Deux-Sèvres nella regione della Nuova Aquitania.

## Società

### Evoluzione demografica
Abitanti censiti